# رز دورتموند
رز دورتموند (به انگلیسی: Rose 'Dortmund') یکی از رقم‌های رز از نوع بالارونده است. این رقم در سال ۱۹۵۵ میلادی معرفی شده‌است. اندازه گل بزرگ بوده و در حدود ۵–۴ سانتیمتر است. شکل گلبرگ گرد و تک ردیفه و در حدود  ۸–۴ است. رنگ گل آن قرمز و مرکز آن سفید است.